# Amandine Buchard
Amandine Buchard (Noisy-le-Sec, 12 de julho de 1995) é uma judoca francesa, campeã olímpica.

## Carreira
Buchard esteve nos Jogos Olímpicos de Verão de 2020 em Tóquio, onde participou do confronto de peso meio-leve, conquistando a medalha de prata em disputa contra a japonesa Uta Abe. Além disso, compôs o grupo francês campeão olímpico detentor da medalha de ouro na disputa por equipes.